# Cosmești (Teleorman)
Cosmeşti é uma comuna romena localizada no distrito de Teleorman, na região de Muntênia. A comuna possui uma área de 52.00 km² e sua população era de 2758 habitantes segundo o censo de 2007.